# 聖母マリアの誕生 (アルトドルファー)
『聖母マリアの誕生』（せいぼマリアのたんじょう、独: Geburt Mariae、英: Nativity of the Virgin）は、ドイツ・ルネサンス期の画家アルブレヒト・アルトドルファーが1520年ごろ、松板上に油彩で描いた絵画である。1816年にザルツブルクからバイエルン王国の国有財産となり、現在はミュンヘンのアルテ・ピナコテークに所蔵されている。主題は聖母マリアの誕生であるが、真の主題は当時建設が進められていた聖堂に置き換えられている。

## 作品
作品は、当時のドナウ派に典型的な景観的構図を用いている。主題である聖母マリアの誕生は、画面下部の2次的な場所に表されている。そこには聖アンナのベッド、助産婦たちとマリア、手に何かを持って階段を上がっている聖ヨアキムがいる。 
作品の主要な部分は背景の教会で、そこには天使たちが大きな円を形作りながら飛翔している。中央には、お香を撒くための振り香炉を持っている若い天使がいる。
聖母マリアとカトリック教会の類推 (後にプロテスタントの宗教改革で廃止される) を象徴する建築物は、複雑で独自の様式で構築されている。周歩廊と柱廊はロマネスク様式、 楕円形の窓はゴシック様式、貝殻型の穹窿のある後陣は当時のルネサンス建築の様式である。このような建築的要素への関心は、アルトドルファーが神聖ローマ皇帝マクシミリアン1世の宮廷で過ごした時期の作品に典型的なものである。
なお、本作に描かれている聖堂は、アウクスブルクの建築家ハンス・ヒーベル (Hans Hieber) が建設を進めていた巡礼聖堂「美しき聖母マリア」 (Schöne Maria) の設計図と関連している。